# Jacques Nessimian
Jacques Nessimian, auch Jacob Nessimian  (* 22. Januar 1876 in Mardin, Türkei; † 2. Juli 1960) war armenisch-katholischer Erzbischof von Mardin (Türkei) und späterer Erzbischof „ad personam“ von Iskanderiya in Ägypten.

## Leben
Jacques Nessimian wurde am 24. Februar 1901 zum Priester der armenisch-katholischen Kirche geweiht. Am 29. Juni 1928 wählte man ihn zum Erzbischof von Mardin und einen Tag später folgte die Bestätigung durch den Heiligen Stuhl. Der Patriarch von Kilikien Erzbischof Boghos Bedros XIII. Tizian weihte ihn am 3. Februar 1929 zum Bischof. Als Erzbischof „ad personam“ übernahm er am 5. August 1933 den Bischofssitz von Alexandria. Er war Mitkonsekrator bei Antonio Drapier OP zum Titularerzbischof von Neocaesarea in Ponto (Apostolischer Delegat im Irak) und Alexandros Scandar zum koptisch-katholischen Bischof von Assiut.